# Karl Theodor Schuon

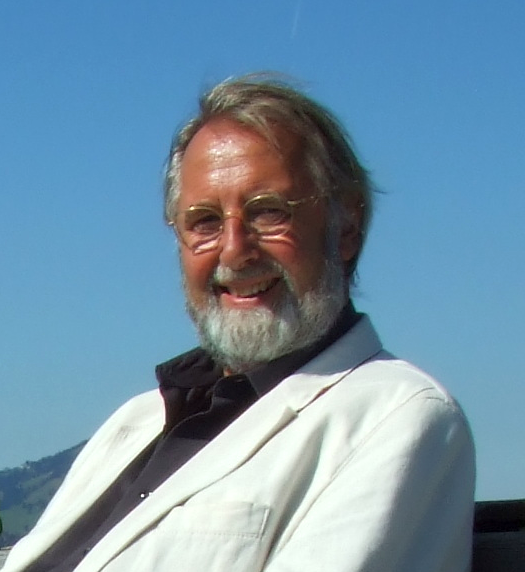
Karl Theodor Schuon

Karl Theodor Schuon (* 1940 in Friedrichshafen) ist ein deutscher Politikwissenschaftler. Er war Professor für Politikwissenschaft an der Philipps-Universität Marburg und lebt heute in Hamburg.

## Leben
Karl Theodor Schuon studierte Politikwissenschaft, Philosophie, Soziologie und Germanistik an den Universitäten Tübingen, Berlin (FU) und Marburg. Nach der Promotion (phil.Diss.) war er Wissenschaftlicher Assistent am Institut für Politikwissenschaft der Philipps-Universität Marburg (Lehrstuhl Wolfgang Abendroth), anschließend Dozent (habil.a.L.), dann Professor für Politikwissenschaft an derselben Universität.
Karl Theodor Schuon lehrte danach an den Universitäten Münster, Wuppertal und Graz, an der Freien Universität Berlin und zum Schluss an der Universität Hamburg auf den Fachgebieten Politische Philosophie, Politische Theorie und Politische Soziologie.
Er ist Mitbegründer und Mitherausgeber der sozialwissenschaftlichen Zeitschrift "perspektiven ds".
Er war verheiratet mit Anneliese Konstantina Schuon-Wiehl (geb. 1942 in Asch, gest. 1977 in Marburg), Studiendirektorin in Gießen.

## Wissenschaftliche Arbeit
Karl Theodor Schuon beschäftigte sich vor allem mit der Demokratietheorie und ihren wissenschaftstheoretischen sowie philosophischen Grundlagen. Nach anfänglicher kritischer Auseinandersetzung mit empirisch-analytischer und systemtheoretischer Demokratietheorie der Moderne (Wissenschaft, Politik und wissenschaftliche Politik 1972, Bürgerliche Gesellschaftstheorie der Gegenwart 1975) entwickelte er unter Mitarbeit von Arno Waschkuhn, Ulrich Heyder, Michael Strübel u. a. eine normativ-kritische Demokratiekonzeption (Politische Theorie des Demokratischen Sozialismus 1986). Dabei ging es hauptsächlich um die Vermittlung des diskurstheoretischen Ansatzes von Jürgen Habermas mit den demokratietheoretischen Entwürfen von Karl Popper, Ernst Fraenkel und John Rawls. Als praktische Konsequenz ergab sich daraus, die repräsentative Demokratie in Deutschland plebiszitär, zivilgesellschaftlich und wirtschaftsdemokratisch zu erweitern.
Dieses neuartige Demokratiekonzept wurde von Schuon später präzisiert und in die wissenschaftliche Debatte um eine "deliberative Demokratie" eingeführt (Theorie deliberativer Demokratie 1997). Schuon legte Wert darauf, aus anthropologischen und soziologischen Gründen das Demokratiemodell in einer Balance zu halten. Repräsentative und plebiszitäre, institutionelle und zivilgesellschaftlich-deliberative Demokratieelemente wurden in seinem Entwurf derart miteinander verbunden, dass ein sinnvolles Gleichgewicht zwischen den beiden jeweiligen Polen gewahrt blieb. Dem diente auch eine vertiefte wissenschaftstheoretische und normative Reflexion (u. a. Ethik und Politik 1991).
Weitere wissenschaftliche Schwerpunkte von Schuon waren deutsche Zeitgeschichte und deutsche Außenpolitik (u. a. Deutschland in globaler Verantwortung 1999). In der Frage einer "neuen deutschen Außenpolitik" nach 1990 plädierte er für eine starke Beteiligung des wiedervereinigten Deutschlands an der Wahrung der globalen Sicherheit – auch mit militärischen Mitteln.

## Ausgewählte Schriften
- Wissenschaft, Politik und wissenschaftliche Politik, Köln 1972, ISBN 3-7609-0049-6
- Bürgerliche Gesellschaftstheorie der Gegenwart, Köln 1975, ISBN 3-462-01106-5
- 25 Jahre nach Godesberg – Braucht die SPD ein neues Grundsatzprogramm? (Hrsg. mit Sven Papcke, Verfasser mit Richard Löwenthal, Helga Grebing, Hans-Hermann Hartwich u. a.), Berlin 1984, ISBN 3-89025-010-6
- Politische Theorie des Demokratischen Sozialismus (unter Mitarbeit von Arno Waschkuhn, Ulrich Heyder, Michael Strübel u. a.), Marburg 1986, ISBN 978-3-924800-61-1
- Ethik und Politik (Hrsg. mit Walter Reese-Schäfer, Verfasser mit Thomas Noetzel, Peter Prechtl u. a.), Marburg 1991, ISBN 3-924800-69-3
- Theorie deliberativer Demokratie, Sonderdruck aus: Die Demokratie überdenken. Festschrift für Wilfried Röhrich, hrsg. von Carsten Schlüter-Knauer, Berlin 1997, ISBN 3-428-09080-2
- Deutschland in globaler Verantwortung (Hrsg., Verfasser mit Reimund Seidelmann, Sven Papcke, Karsten D. Voigt u. a.), Berlin 1999, ISBN 3-932089-36-7
- Diskurstheoretisch fundierte Demokratietheorie. Zur Begründung deliberativer Politik, in: perspektiven ds, 12/1995, H. 3, S. 186–197[12]
- Neue deutsche Außenpolitik und atlantische Partnerschaft, in: perspektiven ds, 15/1998, H. 3, S. 113–125[13]
- Deutschland am Scheideweg. Gegenmacht oder Partner Amerikas? Der Irak-Krieg und der "deutsche Weg" der Regierung Schröder/Fischer, in: perspektiven ds, 21/2004, H. 1, S. 80–91[14]